# Нива (Ростовская область)
Ни́ва — хутор в Мартыновском районе Ростовской области.
Входит в состав Комаровского сельского поселения.

## Население
| 2010 |
| ---- |
| 65   |

## Улицы
На хуторе имеется одна улица: Коммунарская.